# Watban Ibrahim Hasan
Watban Ibrahim al-Tikriti (født 1952, død 13. august 2015) var halvbror til Saddam Hussein og tidligere irakisk indenrigsminister. Han blev pågrebet af koalitionsstyrkerne den 13. april 2004 under et flugtforsøg til Syrien.
Den 11. marts 2009 blev det rapporteret, at han var blevet dømt til henrettelse ved hængning for sin rolle i henrettelsen af 42 købmænd som var mistænkt for manipulation af fødevarepriser.
Om morgen den 14. juli 2011 overlod koalitionsstyrkerne Ibrahim til de irakiske myndigheder med henblik på henrettelsen. I første omgang blev det vurderet, at han ville blive henrettet efter en måned. I stedet døde Ibrahim i fængslet af naturlige årsager den 13. august 2015.